# Charlotte Kalla
Charlotte Kalla (n. 22 iulie 1987, Q10708003⁠(d), Comitatul Norrbotten, Suedia) este o schioară de fond suedeză, medaliată olimpică. A participat la 2 ediții ale Jocurilor Olimpice (2010, 2014) în care a câștigat două medalii de aur și 3 medalii de argint.